# William Steig
William Steig (født 14. november 1907 i Brooklyn, New York City, død 3. oktober 2003) var en amerikansk tegneserieskaber, illustrator og senere i livet blev han også børnebogsforfatter, og hans historier blev meget populære. 

## Liv og karriere
Steig var født ind i en kreativ og kunstnerisk familie. Som barn malede han og læste meget litteratur. Steig var inspireret af kendte historier, film og forfatterskab som Brødrene Grimm, Charlie Chaplin, Robinson Crusoe og særligt Pinocchio. I tillæg til sine kunstneriske anlæg var han også en atlet og var en dygtig vandpolospiller. Han fuldførte aldrig college, selv om han begyndte på tre forskellige. Han var to år på City College of New York, tre år ved National Academy of Design, og hele fem dage på Yale School of Fine Arts før han droppede ud af dem.
Da hans familie også blev ram af den store depression og fik finansielle problemer, begyndte han at tegne tegneserier som freelanceudøver, og han solgte sin første stribe til magasinet The New Yorker i 1930. Han blev hurtigt ganske succesfuld, og i de kommende tiår publicerede han over 1 600 tegneserier i magasinet, inkluderet 117 forsider. Dette førte til at Newsweek kårede ham til «Kongen af tegneserier».
Da han var i tresserne, bestemte han sig for at forsøge sig med en anden kunstnerisk form, og i 1968 udkom hans første børnebog. Han udmærkede sig her også, og hans tredje bog Sylvester and the Magic Pebble (1970), vant den prestigefulde Caldecott Medal. Han fortsatte med at skrive til han var langt over 90 år, og skrev i alt over tredive børnebøger, inklusive den berømte «Doctor De Soto»-serien. Blandt hans andet velkendte arbejde, er billedbogen Shrek (1990) som er grundlaget for succesfilmen fra 2001 med samme navn.
William Steig var bror til kunstneren Irwin Steig og far til jazzfløjtisten Jeremy Steig.

## Priser (udvalg)
- Kunståret 1970 – Caldecott-medaljen for Sylvester and the Magic Pebble